# Odder (obec)

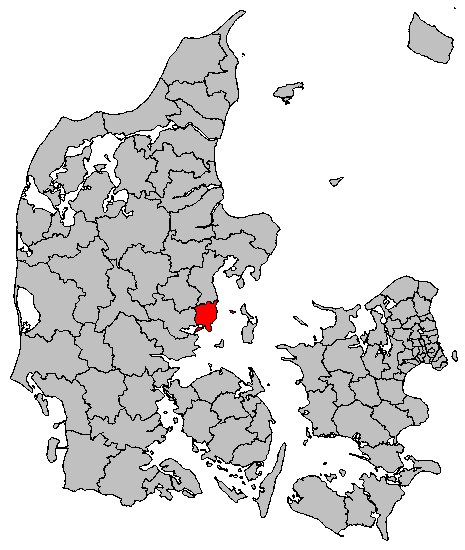
Poloha Kommune v Dánsku

Odder Kommune je dánská komuna v regionu Midtjylland. Vznikla roku 2007 po dánských strukturálních reformách. Zaujímá oblast 225,04 km², ve které v roce 2016 žilo 22 131 obyvatel.
Centrem kommune je město Viborg.

## Sídla
V Odder Kommune se nachází 9 obcí.
| Sídla         | Obyvatel (2016) |
| ------------- | --------------- |
| Bovlstrup     | 308             |
| Gylling       | 656             |
| Hov           | 1 510           |
| Hundslund     | 581             |
| Neder Randlev | 231             |
| Odder         | 11 706          |
| Ørting        | 691             |
| Saksild       | 773             |
| Torrild       | 217             |